# رهبر حزب سوسیال دموکرات آلمان
رهبر حزب سوسیال دموکرات' (Vorsitzender der Sozialdemokratischen Partei Deutschlands) ارشدترین شخصیت سیاسی در حزب سوسیال دموکرات آلمان است. از دسامبر سال 2019، زاسکیا اسکن بطور مشترک به همراه نوربرت والتر-بوریانس این مقام را عهده‌دار هستند.
رهبر حزب سوسیال دموکرات توسط یک دبیرکل (که از دسامبر سال ۲۰۱۷ به عهده لارس کلینگ بایل است) پشتیبانی می‌شود و دارای ۵ معاون است که در حال حاضر کلارا گیویتس، هوبرتوس هایل، کوین کوهنرت، سرپیل میدیاتلی و آنکه رلینگر هستند.

## انتخاب
رهبر حزب سوسیال دموکرات در کنفرانس‌های حزبی انتخاب می‌شود. معمولاً حدود ۶۰۰ نماینده به نمایندگی از تمام بخشهای حزب ایالتی و محلی رهبر حزب را انتخاب می‌کنند. برای نامزد شدن در رهبری حزب، یک نامزد باید توسط ۹۰ "Ortsvereine"، یا مجامع محلی معرفی شود. معرفی بیش از یک نفر به عنوان رهبر حزب غیرمعمول است، زیرا تصمیماتی که منجر به انتخاب رهبر حزب می‌شوند معمولاً در پشت صحنه هیئت رئیسه و مجریه فدرال گرفته می‌شود. این روش انتخاب در گذشته انتقادات شدیدی را به دنبال داشت، به طوری که در آخرین انتخابات رهبری در آوریل ۲۰۱۸، سیمون لانگه، آندره نالس، نامزد معرفی شده توسط مقامات اجرایی فدرال را به چالش کشید. این چالش که به زبان آلمانی "Kampfabstimmung" نامیده می‌شود فقط دو بار پیش از این در تاریخ حزب سوسیال دموکرات رخ داده بود؛ یک بار در سال 1993 و بار دیگر در سال 1995.

## رهبران حزب سوسیال دموکرات (۱۹۴۹ تا کنون)
لیستی از رهبران (از جمله رهبران موقت) از سال ۱۹۴۹ تاکنون:
| ر. | تصویر                  | Leader                                    | آغاز تصدی       | پایان تصدی      | طول دوران       | State             | Chancellor                                                     |
| -- | ---------------------- | ----------------------------------------- | --------------- | --------------- | --------------- | ----------------- | -------------------------------------------------------------- |
| 1  | کورت شوماخر            | کورت شوماخر (1952–1895)                   | ۱۱ می ۱۹۴۶      | ۲۰ اوت ۱۹۵۲     | ۶ سال، ۱۰۱ روز  | نیدرزاکسن         | کنراد آدناور                                                   |
| 2  | اریش اولنهاور          | اریش اولنهاور (1963–1901)                 | ۲۷ سپتامبر ۱۹۵۲ | ۱۴ دسامبر ۱۹۶۳  | ۱۱ سال، ۷۸ روز  | نوردراین-وستفالن  | کنراد آدناور لودویگ ارهارد                                     |
| 3  | ویلی برانت             | ویلی برانت (1992–1913)                    | ۱۶ فوریه ۱۹۶۴   | ۱۴ ژوئن ۱۹۸۷    | ۲۳ سال، ۱۱۸ روز | برلین             | لودویگ ارهارد کورت گئورگ کیزینگر Himself هلموت اشمیت هلموت کهل |
| 4  | هانس یوخن فوگل         | هانس یوخن فوگل (2020–1926)                | ۱۴ ژوئن ۱۹۸۷    | ۲۹ مه ۱۹۹۱      | ۳ سال، ۳۴۹ روز  | بایرن             | هلموت کهل                                                      |
| 5  | بیورن انگهولم          | بیورن انگهولم (زادهٔ 1939)                 | ۲۹ مه ۱۹۹۱      | ۵ مه ۱۹۹۳       | ۱ سال، ۳۴۱ روز  | شلسویگ-هولشتاین   | هلموت کهل                                                      |
| –  | یوهانس راو             | یوهانس راو (2006–1931) سرپرست             | ۵ مه ۱۹۹۳       | ۲۵ ژوئن ۱۹۹۳    | ۵۱ روز          | نوردراین-وستفالن  | هلموت کهل                                                      |
| 6  | رودولف شارپینگ         | رودولف شارپینگ (زادهٔ 1947)                | ۲۵ ژوئن ۱۹۹۳    | ۱۶ نوامبر ۱۹۹۵  | ۲ سال، ۱۴۴ روز  | راینلاند فالتس    | هلموت کهل                                                      |
| 7  | اسکار لافونتین         | اسکار لافونتین (زادهٔ 1943)                | ۱۶ نوامبر ۱۹۹۵  | ۱۲ مارس ۱۹۹۹    | ۳ سال، ۱۱۶ روز  | زارلاند           | هلموت کهل گرهارد شرودر                                         |
| 8  | گرهارد شرودر           | گرهارد شرودر (زادهٔ 1944)                  | ۱۲ مارس ۱۹۹۹    | ۲۱ اوت ۲۰۰۴     | ۵ سال، ۱۶۲ روز  | نیدرزاکسن         | هلموت کهل                                                      |
| 9  | فرانتس فونتفرینگ       | فرانتس فونتفرینگ (زادهٔ 1940)              | ۲۱ اوت ۲۰۰۴     | ۱۵ مارس ۲۰۰۵    | ۲۰۶ روز         | نوردراین-وستفالن  | گرهارد شرودر                                                   |
| 10 | ماتیاس پلاتزک          | ماتیاس پلاتزک (زادهٔ 1953)                 | ۱۵ مارس ۲۰۰۵    | ۱۰ آوریل ۲۰۰۶   | ۱ سال، ۲۶ روز   | براندنبورگ        | گرهارد شرودر آنگلا مرکل                                        |
| 11 | کورت بک                | کورت بک (زادهٔ 1949)                       | ۱۰ آوریل ۲۰۰۶   | ۷ سپتامبر ۲۰۰۸  | ۲ سال، ۱۵۰ روز  | راینلاند فالتس    | آنگلا مرکل                                                     |
| –  | فرانک والتر اشتاین‌مایر | فرانک والتر اشتاین‌مایر (زادهٔ 1956) سرپرست | ۷ سپتامبر ۲۰۰۸  | ۱۸ اکتبر ۲۰۰۸   | ۴۱ روز          | نیدرزاکسن         | آنگلا مرکل                                                     |
| 12 | فرانتس مونتفرینگ       | فرانتس مونتفرینگ (زادهٔ 1940)              | ۱۸ اکتبر ۲۰۰۸   | ۱۳ نوامبر ۲۰۰۹  | ۱ سال، ۲۶ روز   | نوردراین-وستفالن  | آنگلا مرکل                                                     |
| 13 | زیگمار گابریل          | زیگمار گابریل (زادهٔ 1959)                 | ۱۳ نوامبر ۲۰۰۹  | ۱۹ مارس ۲۰۱۷    | ۷ سال، ۱۲۶ روز  | نیدرزاکسن         | آنگلا مرکل                                                     |
| 14 | مارتین شولتس           | مارتین شولتس (زادهٔ 1955)                  | ۱۹ مارس ۲۰۱۷    | ۱۳ فوریه ۲۰۱۸   | ۳۳۱ روز         | نوردراین-وستفالن  | آنگلا مرکل                                                     |
| –  | اولاف شولتس            | اولاف شولتس (زادهٔ 1958) سرپرست            | ۱۳ فوریه ۲۰۱۸   | ۲۲ آوریل ۲۰۱۸   | ۶۸ روز          | هامبورگ           | آنگلا مرکل                                                     |
| 15 | آندریا نالس            | آندریا نالس (زادهٔ 1970)                   | ۲۲ آوریل ۲۰۱۸   | ۳ ژوئن ۲۰۱۹     | ۱ سال، ۴۲ روز   | راینلاند فالتس    | آنگلا مرکل                                                     |
| –  | مانوئلا شوازیگ         | مانوئلا شوازیگ (زادهٔ 1974) سرپرست         | ۳ ژوئن ۲۰۱۹     | ۱۰ سپتامبر ۲۰۱۹ | ۹۹ روز          | مکلنبورگ-فورپومرن | آنگلا مرکل                                                     |
| –  | تورستن شفر گومبل       | تورستن شفر گومبل (زادهٔ 1969) سرپرست       | ۳ ژوئن ۲۰۱۹     | ۱ اکتبر ۲۰۱۹    | ۱۲۰ روز         | هسن               | آنگلا مرکل                                                     |
| –  | مالو دریر              | مالو دریر (زادهٔ 1961) سرپرست              | ۳ ژوئن ۲۰۱۹     | ۶ دسامبر ۲۰۱۹   | ۱۸۶ روز         | راینلاند فالتس    | آنگلا مرکل                                                     |
| 16 | زاسکیا اسکن            | زاسکیا اسکن (زادهٔ 1961)                   | ۶ دسامبر ۲۰۱۹   |                 | ۵ سال، ۹۷ روز   | بادن-وورتمبرگ     | آنگلا مرکل                                                     |
| 16 | نوربرت والتر-بوریانس   | نوربرت والتر-بوریانس (زادهٔ 1952)          | ۶ دسامبر ۲۰۱۹   |                 | ۵ سال، ۹۷ روز   | نوردراین-وستفالن  | آنگلا مرکل                                                     |